# Campionati europei di atletica leggera indoor 1988 - 400 metri piani femminili
I 400 metri piani si sono tenuti il 5 e il 6 marzo 1988 presso lo Sportcsarnok di Budapest, in Ungheria.

## Risultati

### Batterie
Qualificazione: le prime due di ogni batteria (Q) e i 6 seguenti migliori tempi (q) vanno alle Semifinali.

#### Batteria 1
Sabato 5 marzo 1988.
| Posizione | Corsia | Nome             | Nazionalità      | Tempo | Note |
| --------- | ------ | ---------------- | ---------------- | ----- | ---- |
| 1         | -      | Gisela Kinzel    | Germania Ovest   | 52"49 | Q    |
| 2         | -      | Marina Shliunina | Unione Sovietica | 52"51 | Q    |
| 3         | -      | Dagmar Neubauer  | Germania Est     | 52"54 | q    |
| 4         | -      | Judit Forgács    | Ungheria         | 53"01 | q    |
| 5         | -      | Esther Lahoz     | Spagna           | 53"66 |      |
| 6         | -      | Gerda Haas       | Austria          | dns   |      |

#### Batteria 2
| Posizione | Corsia | Nome              | Nazionalità    | Tempo | Note |
| --------- | ------ | ----------------- | -------------- | ----- | ---- |
| 1         | -      | Rositsa Stamenova | Bulgaria       | 52"68 | Q    |
| 2         | -      | Helga Arendt      | Germania Ovest | 52"79 | Q    |
| 3         | -      | Erzsébet Szabó    | Ungheria       | 52"81 | q    |
| 4         | -      | Alena Paríková    | Cecoslovacchia | 52"87 | q    |
| 5         | -      | Cristina Pérez    | Spagna         | 53"09 | q    |
| 6         | -      | Erika Rossi       | Italia         | dns   |      |

#### Batteria 3
| Posizione | Corsia | Nome              | Nazionalità    | Tempo | Note |
| --------- | ------ | ----------------- | -------------- | ----- | ---- |
| 1         | -      | Petra Müller      | Germania Est   | 53"42 | Q    |
| 2         | -      | Sally Gunnell     | Regno Unito    | 53"59 | Q    |
| 3         | -      | Fabienne Ficher   | Francia        | 53"95 | q    |
| 4         | -      | Christina Sussiek | Germania Ovest | 54"19 |      |
| 5         | -      | Noémi Bátori      | Ungheria       | 54"58 |      |

### Semifinali
Qualificazione: le prime tre di ogni semifinale (Q) vanno alla Finale.

#### Semifinale 1
Sabato 5 marzo 1988.
| Posizione | Corsia | Nome              | Nazionalità    | Tempo | Note |
| --------- | ------ | ----------------- | -------------- | ----- | ---- |
| 1         | -      | Petra Müller      | Germania Est   | 51"40 | Q    |
| 2         | -      | Rositsa Stamenova | Bulgaria       | 52"12 | Q    |
| 3         | -      | Gisela Kinzel     | Germania Ovest | 52"33 | Q    |
| 4         | -      | Erzsébet Szabó    | Ungheria       | 52"47 |      |
| 5         | -      | Fabienne Ficher   | Francia        | 53"17 |      |
| 6         | -      | Alena Paríková    | Cecoslovacchia | 53"22 |      |

#### Semifinale 2
| Posizione | Corsia | Nome             | Nazionalità      | Tempo | Note |
| --------- | ------ | ---------------- | ---------------- | ----- | ---- |
| 1         | -      | Helga Arendt     | Germania Ovest   | 51"79 | Q    |
| 2         | -      | Dagmar Neubauer  | Germania Est     | 51"95 | Q    |
| 3         | -      | Sally Gunnell    | Regno Unito      | 52"22 | Q    |
| 4         | -      | Marina Shliunina | Unione Sovietica | 52"48 |      |
| 5         | -      | Cristina Pérez   | Spagna           | 53"01 |      |
| 6         | -      | Judit Forgács    | Ungheria         | 53"16 |      |

### Finale
| Record mondiale       | Jarmila Kratochvílová | 49"59 | Milano | 5 marzo 1982     |
| Record dei Campionati | Jarmila Kratochvílová | 49"59 | Milano | 5 marzo 1982     |
| Capolista stagionale  | Petra Müller          | 50"37 | Torino | 10 febbraio 1988 |

Domenica 6 marzo 1988.
| Pos.    | Corsia | Atleta            | Età | Nazione        | Tempo | Note                          |
| ------- | ------ | ----------------- | --- | -------------- | ----- | ----------------------------- |
| Oro     | -      | Petra Müller      | 22  | Germania Est   | 50"28 | Miglior prestazione personale |
| Argento | -      | Helga Arendt      | 23  | Germania Ovest | 51"06 |                               |
| Bronzo  | -      | Dagmar Neubauer   | 25  | Germania Est   | 51"57 |                               |
| 4       | -      | Sally Gunnell     | 21  | Regno Unito    | 51"77 | Miglior prestazione personale |
| 5       | -      | Gisela Kinzel     | 26  | Germania Ovest | 52"46 |                               |
| 6       | -      | Rositsa Stamenova | 32  | Bulgaria       | 53"89 |                               |